# Cautires malayensis
Cautires malayensis – gatunek chrząszcza z rodziny karmazynkowatych i podrodziny Lycinae.
Gatunek ten opisany został po raz pierwszy w 1930 roku przez Richarda Kleine pod nazwą Bulenides malayensis. W 2010 roku Pavla Dudkova i Ladislav Bocák zsynonimizowali Bulenides z rodzajem Cautires. C. malayensis umieszczony został w grupie gatunków C. pauper wraz z pokrewnymi C. pauper, C. arens, C. argilosus, C. lyciformis, C. nigricolor i C. turbidus.
Chrząszcz o grzbietobrzusznie spłaszczonym i słabo zesklerotyzowanym ciele. Ma szerokie i płaskie przedplecze z podłużnym kilem środkowym, który w nasadowej połowie rozszczepia się na dwa żeberka, odgraniczające bardzo wąską, podługowatą komórkę (areolę) środkową. Pokrywy mają po cztery żeberka podłużne pierwszorzędowe i po pięć żeberek podłużnych drugorzędowych. Ponadto między tymi żeberkami występują żeberka poprzeczne, dzieląc również powierzchnię pokryw na komórki (areole). Żeberka podłużne pokryw w przednich ⅔ długości mają jasnobrązowe ubarwienie. Genitalia samca mają prącie lancetowate, rozszerzone u wierzchołka, nie zaś smukłe na całej długości jak u podobnego C. pauperulus.
Owad orientalny. Zamieszkuje Półwysep Malajski.